# Streblus monoicus
Streblus monoicus är en mullbärsväxtart som beskrevs av François Gagnepain. Streblus monoicus ingår i släktet Streblus och familjen mullbärsväxter. Inga underarter finns listade i Catalogue of Life.